# ジョン・C・サンボーン
ジョン・C・サンボーン(John Carfield Sanborn, 1885年9月28日 - 1968年5月16日)は、アメリカ合衆国イリノイ州出身の政治家(共和党)。アイダホ州第2選挙区選出の連邦下院議員として2期(1947年-1951年)の任期を務めた。

## 経歴
1885年9月28日、ジョン・C・サンボーンはイリノイ州チェノアで、オーヴィル・D・サンボーンとフランシス・サンボーン(旧姓: カーフィールド)の子として生まれた。オーバリン大学、コロンビア・ロー・スクールを卒業後、アイダホ州ハガーマンで農業を営んだ。アイダホ州下院議員(1921年-1929年)、同州上院議員(1939年-1941年)を務めた後、連邦下院議員選挙にアイダホ州第2選挙区から立候補して当選を果たした。
1950年選挙では連邦上院議員選挙へ出馬したが、予備選でハーマン・ウェルカーに敗れて落選。1954年の州知事予備選挙にも立候補したが、ロバート・スマイリーに敗れた。1956年にも連邦上院議員選挙に出馬しているが再びウェルカーに敗れている。1962年には下院議員選挙へ出馬したが、予備選でオーヴァル・ハンセンに敗れた。
1968年5月16日、アイダホ州ボイシで亡くなった。
サンボーンはメソジスト派であり、2021年現在、非モルモン教徒としてアイオワ州第2選挙区を代表する最後の議員である。

## 選挙結果
| 年     | 民主党          | 票数   | 得票率 |  | 共和党                | 票数   | 得票率 |  | その他           | 政党   | 票数 | 得票率 |
| ------ | --------------- | ------ | ------ |  | --------------------- | ------ | ------ |  | ---------------- | ------ | ---- | ------ |
| 1946年 | Pete Leguiniche | 41,231 | 39.3%  |  | ジョン・C・サンボーン | 63,692 | 60.7%  |  |                  |        |      |        |
| 1948年 | Asael Lyman     | 59,006 | 48.5%  |  | ジョン・C・サンボーン | 61,690 | 50.7%  |  | C.W. "Babe" Dill | 進歩党 | 954  | 0.8%   |

## 親族
- 父: オーヴィル・D・サンボーン
- 母: フランシス・サンボーン（旧姓:カーフィールド）- イングランド系アメリカ人1世。教師[1]。
- 兄弟: オーヴィル・C・サンボーン - ニューヨーク州で法律を学び、ハリソンで弁護士として活動[1]。
- 姉妹: サラ・バートリッジ - 夫はフランク・パートリッジ（英語版）上院議員(バーモント州選出)[1]。
- 甥: サンボーン・パートリッジ - フランク・パートリッジとサラの息子。アマースト大学教授(地質学)、バーモント州下院議員(1961-1970)、バーモント州上院議員(1970-1981)[8]。